# 卡尔·亨普尔
卡尔·G·亨普尔（1905年1月8日—1997年11月9日），德国作家与哲学家。 是 20 世纪科学哲学运动逻辑经验主义的重要人物。 亨普尔的重要贡献包括演绎模型（又称覆盖率模型）与乌鸦悖论。

### 主要著作
- 1959年：逻辑功能分析
- 1965年：科学说明的各个方面
- 1966年：自然科学的哲学
- 1967年：科学的解释